# Томпсон, Сара
Сара Томпсон (англ. Sara Thompson, род. 4 сентября 1995, Виннипег, Манитоба) — канадская актриса. Она известна своими ролями в сериалах «Бремя правды» (2018–2019), «Сотня» (2019–2020) и «Один из нас лжет» (2021–2022).

## Биография
Томпсон родился 4 сентября 1995 года в Виннипег, Манитоба. Она обучалась актерскому мастерству в Нью-Йоркская киноакадемия.
Томпсон дебютировала в кино в 2008 году в возрасте двенадцати лет, когда она появилась в фильме «Сделай шаг». Впоследствии она снова появлялась в художественных фильмах, получив второстепенные роли в фильмах «томящийся от любви» (2016), «я все еще вижу тебя» (2018) и «Игра Ганнибала» (2018), а также главную роль в фильме «Возвращение» (2020).
Первой крупной телевизионной ролью Томпсон стала Молли Росс в юридическом драматическом сериале «Бремя правды». Позже она появилась в постапокалиптическом научно-фантастическом сериале «Сотня» в роли Жозефины Лайтборн, одной из злодеев сериала. Она получила роль после того, как Ричард Хармон, ее партнер по фильму «Возвращение», который играет Мерфи в «Сотня», сказал ей, что им нужен кто-то на эту роль, и она идеально подходит для нее. Она прислала кассету для прослушивания и в конце концов была выбрана на роль.
В октябре 2021 года Томпсон появилась в сериале Netflix «Один из нас лжет» в роли Ванессы Кларк.

## Личная жизнь
У Томпсон была диагностирована эпилепсия, когда она перенесла большой эпилептический припадок в возрасте 16 лет. Она говорит, что благодаря правильному лекарству у нее много лет не было приступов. Ей было легко соединиться со своей ролью Молли Росс и Бремени Истины, поскольку Молли в сюжетной линии также страдает от припадков.
Томпсон является участником проекта „Проект апельсиновой ромашки“, кампании, направленной на укрепление психического здоровья молодых женщин.

## Фильмография
| Год       | Русское название      | Оригинальное название | Роль                        |
| --------- | --------------------- | --------------------- | --------------------------- |
| 2008      | Сделай шаг            | Make It Happen        | Молодая Лорин               |
| 2016      | томящийся от любви    | Lovesick              | Официантка                  |
| 2017      | Нулевой канал         | Channel Zero          | Девушка с розовыми волосами |
| 2018—2019 | Бремя правды          | Burden of Truth       | Молли Росс                  |
| 2018      | В поисках моей дочери | Finding My Daughter   | Тиффани                     |
| 2018      | я все еще вижу тебя   | I Still See You       | Джанин                      |
| 2019—2020 | Сотня                 | The 100               | Жозефина Лайтборн I         |
| 2020      | Возврат               | The Return            | Бет Струман                 |
| 2021      | Зачарованные          | Charmed               | Джули                       |
| 2021—2022 | Один из нас лжет      | One of Us Is Lying    | Ванесса Кларк               |